# Árokalja
Árokalja (románul Arcalia, németül Kallesdorf) falu Romániában, Erdélyben, Beszterce-Naszód megyében.

## Fekvése
Besztercétől 20 km-re délnyugatra, a Sajó folyó bal partján fekszik.

## Története
Először egy 1235-ből való okirat említi (Arukalia). Az 1241–1241-es tatárjárás után szászokkal települt újra. A bálványosvári, majd a szamosújvári uradalomhoz tartozott. 1603-ban elpusztult, valószínűleg ezután költöztek be első román lakói. A 18–20. században a Bethlen család birtoka volt, és ők voltak a helyi evangélikus egyház patrónusai is. 1801-ben Bethlen János a Sajót új mederbe terelte, kastélya körül angolparkot és ménesbirtokot létesített. A 20. század elején parasztgazdaságaiban jelentős baromfitenyésztés, az uradalomban gyümölcstermesztés, szarvasmarha- és sertéstenyésztés folyt.
Doboka, 1876-tól Szolnok-Doboka vármegye Bethleni járásának része volt.

## Lakossága
1850-ben 919 lakosából 485 német, 424 román és 180 cigány nemzetiségű volt.

1900-ban 908 lakosából 508 volt német, 363 román és 37 magyar anyanyelvű; 502 evangélikus, 314 görögkatolikus, 54 református, 16 római katolikus és 16 zsidó vallású. 43%-uk tudott írni–olvasni, a nem magyar anyanyelvűek 2%-a beszélt magyarul.

2002-ben 821-en lakták, közülük 734 román és 79 cigány nemzetiségű, 627 ortodox és 178 pünkösdista vallású.

## Látnivalók

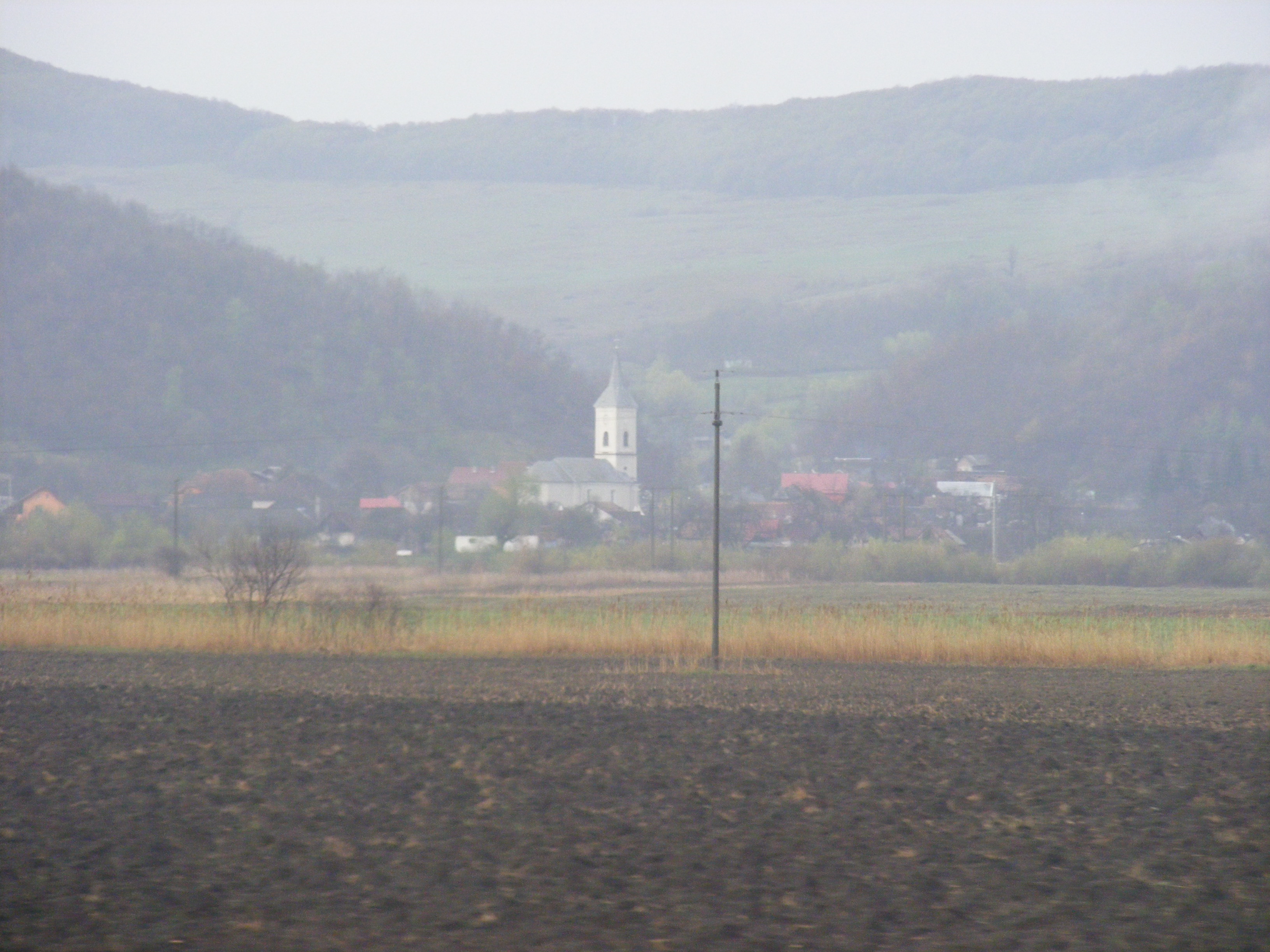
Árokalja látképe

- A Bethlen-kastély a 19. században épült, neobizánci stílusban. Ma a Babeș–Bolyai Tudományegyetem Regionális Frankofón Központja működik benne és tudományos konferenciák színhelye. Parkja arborétum, száznál több fafajjal.
- Az ortodox (volt evangélikus) templom eredetileg román stílusban, a tatárjárás után épült. A 15. században késő gótikus stílusban átalakították.
- A falutól délkeletre, 3 km-re 13–14. századi, ovális alakú, 130×30-35 méteres alaprajzú földvár sáncai.
- A volt görögkatolikus fatemplomot 1806-ban Marosborgóról szállították a faluba. 1935-ben felújították.

## Képek

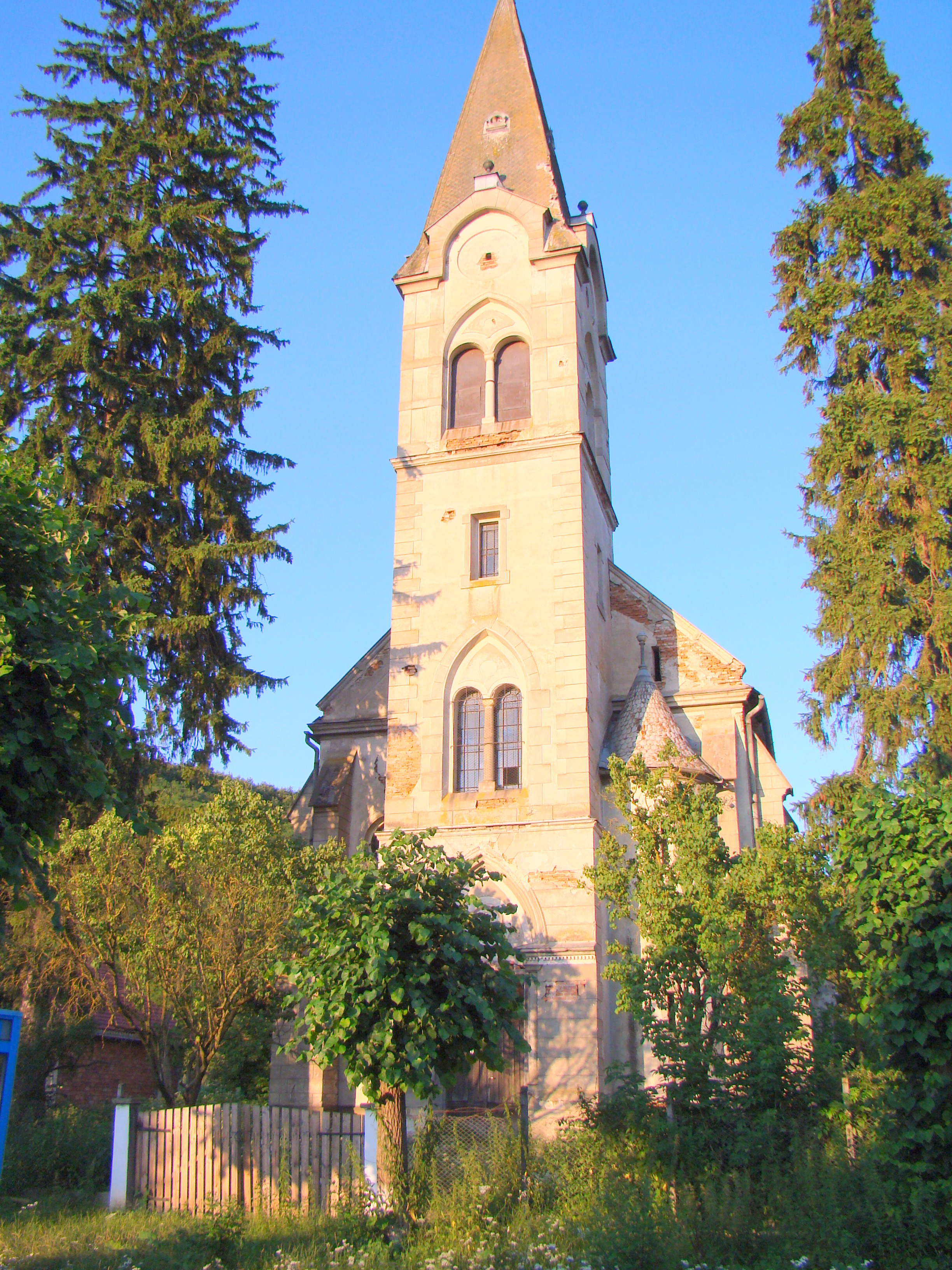
A volt evangélikus templom
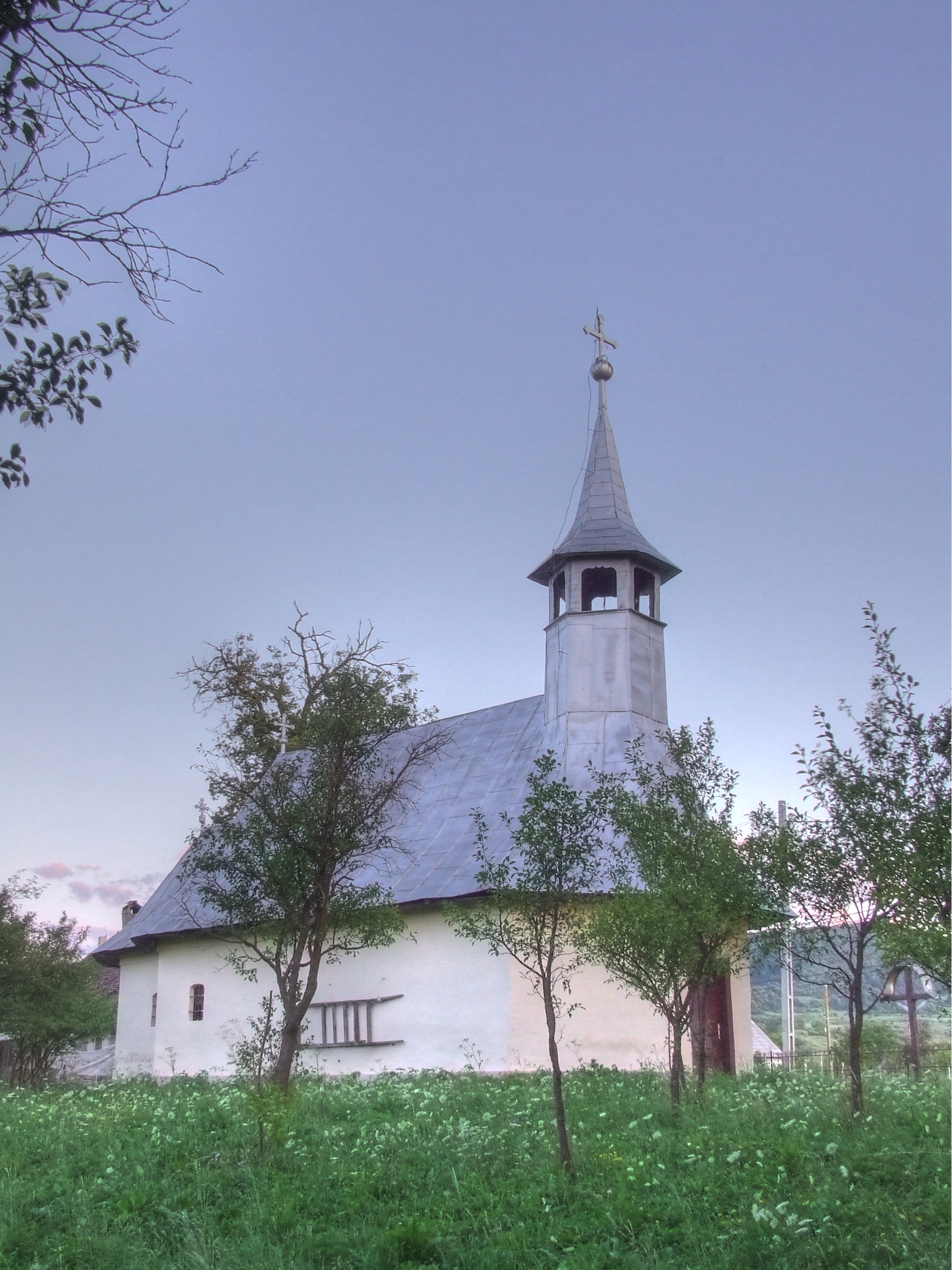
A volt görögkatolikus fatemplom
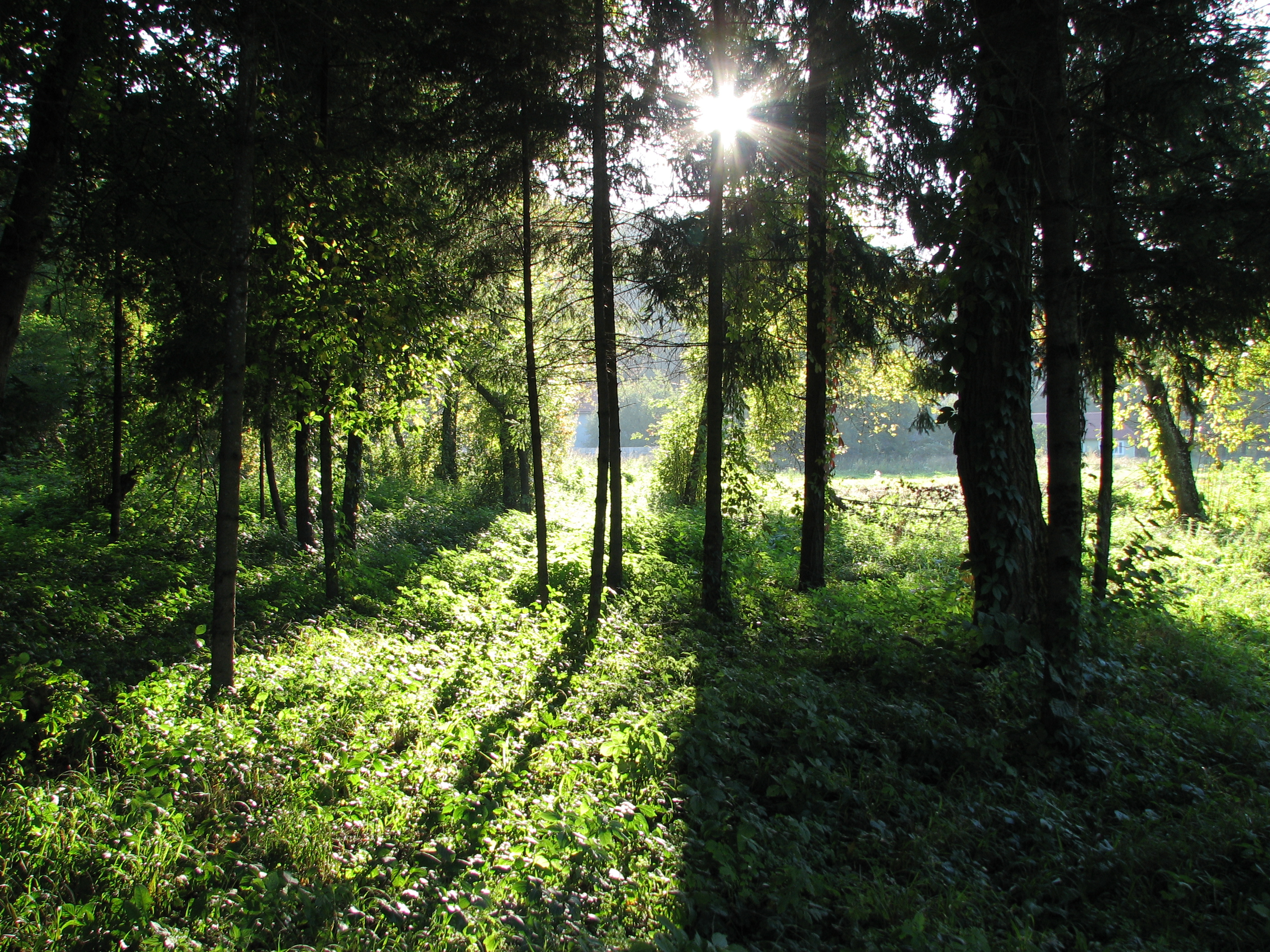
Az arborétum
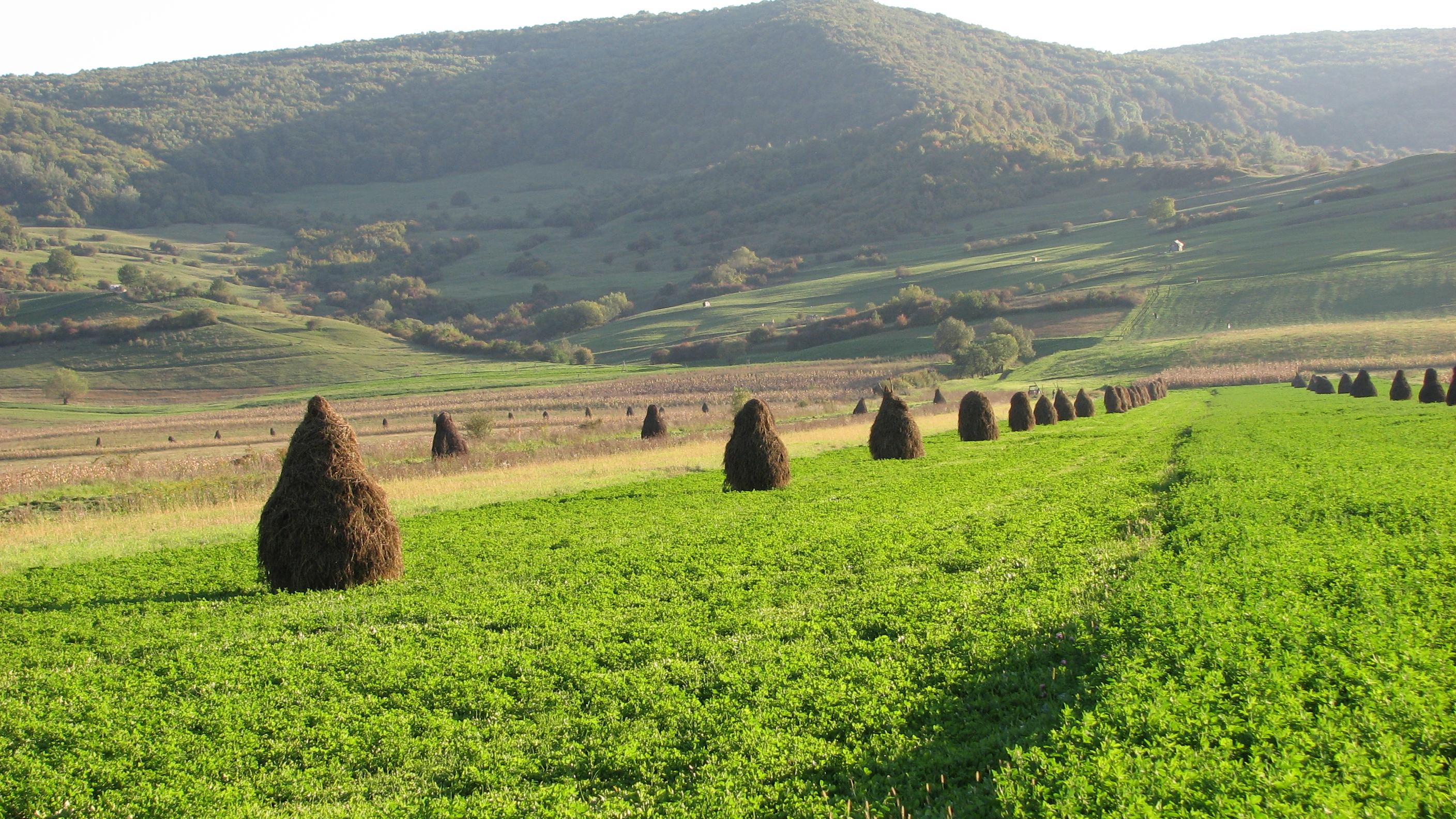
Környező táj